# Burtonwood
Burtonwood and Westbrook est une civil parish (paroisse civile) située dans la lointaine banlieue de Warrington dans le Cheshire, en Angleterre. Elle fait historiquement partie du Lancashire. La ville est connue pour la RAF Burtonwood, une base militaire de la Royal Air Force. La paroisse civile inclut également Westbrook. Au recensement de 2001, elle comptait 11 265 habitants.